# Andrew Maguire
Gene Andrew Maguire, född 11 mars 1939 i Columbus i Ohio, är en amerikansk politiker (demokrat). Han var ledamot av USA:s representanthus 1975–1981.
Maguire besegrade den sittande kongressledamoten William B. Widnall i kongressvalet 1974 och omvaldes två gånger. Republikanen Marge Roukema hade förlorat mot honom i kongressvalet 1978 men vann när hon utmanade honom på nytt i kongressvalet 1980.